# Grania darwinensis
Grania darwinensis är en ringmaskart som först beskrevs av Kathryn Coates och Donald F. Stacey 1997.  Grania darwinensis ingår i släktet Grania och familjen småringmaskar. Inga underarter finns listade i Catalogue of Life.